# Володимирівка (Роздільнянська міська громада)
Володи́мирівка — село в Україні, у Роздільнянській міській громаді Роздільнянського району Одеської області. Населення становить 324 осіб. Належить до Кам'янського старостинського округу.

## Історія
На картах 1869 року на території села позначена безіменна колонія.
У 1926 році хутір Володимирівка входив до складу Амбросіївської сільради Фрідріх-Енгельсовського (Зельцького) району.
1 лютого 1945 року до складу хутора Володимирівка увійшов хутір Дружба.
Станом на 1 вересня 1946 року хутір Володимирівка входив до складу Жовтневої сільської ради.
У рамках декомунізації у селі була перейменована вулиця Воровського, нова назва – Водопровідна; Терешкової – Лесі Українки.
У результаті адміністративно-територіальної реформи село ввійшло до складу Роздільнянської міської територіальної громади та після місцевих виборів у жовтні 2020 року було підпорядковане Роздільнянській міській раді. До того село входило до складу ліквідованої Кам'янської сільради.
22 вересня 2022 року Роздільнянська міська рада в рамках дерусифікації перейменувала у селі вулицю Гагаріна на Зоряну.

### Село Амвросієве
У першій половині 1960-х років до складу Володимирівки увійшло колишнє село Амвросієве (у минулому німецька колонія Ліхтенфельд). 
Село Ліхтенфельд було лютеранським селом. Лютеранський приход у Фрейденталі. 1926 року село Амвросієве було центром Амвросіївської сільради. Населення — 104 осіб (1926), 68 осіб (1943).
Можна побачити село Амвросія на карті 1886 року.

## Географія
Село розташоване в 1,5 кілометрах від центру району — міста Роздільна, з яким зв'язане автошляхом С161925.

## Населення
Згідно з переписом УРСР 1989 року чисельність наявного населення села становила 336 осіб, з яких 157 чоловіків та 179 жінок.
За переписом населення України 2001 року в селі мешкало 297 осіб.

### Мова
Розподіл населення за рідною мовою за даними перепису 2001 року:
| Мова       | Відсоток |
| ---------- | -------- |
| українська | 88,55 %  |
| молдовська | 6,40 %   |
| російська  | 4,71 %   |
| інші       | 0,34 %   |